# 孙琦
孙琦（1937年—），男，上海人，中国数学家，曾任四川大学数学系教授、博士生导师，中国数学会理事。